# Óláf el Perspicaz
Óláf el Perspicaz (nórdico antiguo: Óláfr inn skyggni) fue un caudillo vikingo en el siglo VII, rey de Nærríki (hoy Närke), Suecia. Se lo menciona en varios escritos medievales y sagas como Af Upplendinga konungum y la saga de Gautrek.
Af Upplendinga konungum cita que el rey gauta Gautrek casó con Alof, la hija de Óláf y tuvieron un hijo llamado Algautr, según las sagas escandinavas el último rey de los gautas.
El rey Óláf ayudó al rey noruego Vikar del reino de Agder en su guerra contra el rey Fridthjóf de Telemark, derrotándole y obligando a ceder Telemark a Víkar a cambio de su vida y libertad.